# Intel-Ice-Lake-Mikroarchitektur
Die Ice-Lake-Mikroarchitektur ist die 2. Mikroarchitektur der Firma Intel, hergestellt im 10-nm-Fertigungsprozess. Vorgänger war die Cannon-Lake-Mikroarchitektur, von der nur ein Modell veröffentlicht wurde und von der vermutlich aufgrund massiver Startprobleme des neuen 10-nm-Prozessors nur Muster ausgeliefert wurden.
Somit war Ice Lake der erste von Intel auf den Markt gebrachte 10-nm-Prozessor. Ice Lake hat Ende 2019 Cannon Lake abgelöst.

## Änderungen gegenüber Skylake-Mikroarchitektur
Ice-Lake ist die erste große Änderung seit der Intel-Skylake-Mikroarchitektur, sowohl Fertigungsverfahren (Verkleinerung von 14 nm auf 10 nm) als auch die Mikroarchitektur ist massiv geändert.
Es wird erwartet, dass Ice Lake Fixes für Meltdown und Spectre aufweisen wird.
Gemeinsam mit Prozessoren der Intel-Comet-Lake-Mikroarchitektur werden die Ice-Lake-Prozessoren als „10th Generation Core“-Prozessoren vermarktet.
Weitere Änderungen gegenüber Skylake-Mikroarchitektur:
- L1-Daten-Cache: von 32 auf 48 KB vergrößert
- L2-Cache: von 256 KB auf 512 KB verdoppelt
- Mikro-OP-Cache: von 1536 µOps auf 2304 µOPs vergrößert
- Ausführungs-Einheiten: von 8 auf 10 vergrößert
- Adress-Generierungs-Einheiten: von 3 auf 4 vergrößert
- 2 statt 1 Store Data Einheit, Kapazität um 50 % vergrößert auf 200 Speichereinheiten
- verbesserte Sprungvorhersage mit 50 % größerem Reorder-Buffer
- eine AVX512 FMA-Einheit oder 2 AVX2-Einheiten
- MCM mit dem Chipsatz zusammen, Integration von bis zu 4 Thunderbolt-3-Kanälen im Chipsatz[13]
- Die Ice Lake Mikroarchitektur wird als 10. Generation Core-i vermarktet zusammen mit Prozessorgrafiken der 11. Generation, 4K und 8K Unterstützung[14]
  - DisplayPort 1.4a & Display Stream Compression (DSC)

Die IPC-Werte (Instructions per cycle – Befehle pro Takt) sind laut Intel um ca. 20 % höher als bei Skylake, der Stromverbrauch bei den Mobilvarianten liegt teilweise deutlich höher, was auf die größere Grafikeinheit (Generation 11) und die mind. 4 CPU-Kerne zurückzuführen ist. Die Single-Task-Leistung wird wegen der geringeren Taktfrequenzen nicht deutlich über den Coffee Lake-Refresh-CPUs liegen.
Ice Lake erreicht zunächst nicht die Taktfrequenzen von Coffee-Lake-Refresh, deshalb stammen die ersten 11 Modelle aus dem Mobilsegment, wo maximale Taktfrequenzen nicht die Rolle spielen. In den aktuellen Roadmaps von Intel (April 2019) sind als Nächstes nur Desktop- (Comet Lake-H, Rocket-Lake-S) und Server-CPUs (Cooper-Lake) in 14-nm++-Technik geplant, so dass die Ice-Lake-Y- und -U-Varianten auf absehbare Zeit die einzigen 10-nm-Produkte von Intel bleiben werden.